# La ballata del pitor
La ballata del pitor è una canzone in dialetto milanese scritta da Enrico Medail e musicata da Lino Patruno, pubblicata nell'album Milano canta n° 2 nel 1966.

## Descrizione
Il brano parla della ribellione di un povero madonnaro contro la tracotanza del potere e la sua vendetta sarà quella di rappresentare il suo prevaricatore crocifisso. Il protagonista dipingeva per terra per raccattare qualche soldo, e i passanti lasciavano sempre qualche moneta. Un giorno, durante un momento di confusione per via del mercato, passa un vigile urbano con gli scarponi e calpesta l'icona che aveva dipinto. Il madonnaro reagisce apostrofando il vigile, e viene per questo motivo portato in carcere. Nella sua cella ora pittura una crocifissione: ma il suo Gesù è vestito come un ghisa, con gli scarponi. 